# Маррей, Эрик
Эрик Маррей (англ. Eric Murray; род. 6 мая 1982, Хейстингс, Хокс-Бей) — новозеландский спортсмен, двукратный олимпийский чемпион в академической гребле (лодка — двойка распашная без рулевого) 2012 года и 2016 года, участник игр 2008 года — седьмое место (лодка-четверка распашная без рулевого) и 2004 года — 5 место (лодка — четверка распашная без рулевого). Восьмикратный чемпион мира: семь раз в составе двоек 2009, 2010, 2011, 2013, 2014 и 2015 годы, и однажды в составе четверок 2007 год. Большинства побед, включая олимпийское золото и все звания чемпиона мира, выиграл вместе со своим соотечественником — Хэмишем Бондом.
В 2018 году Международная федерация гребного спорта (FISA) присудила Хэмишу Бонду и Эрику Маррею медаль Томаса Келлера в знак признания выдающейся карьеры в гребле.